# دولنی ژدار
دولنی ژدار (به چکی: Dolní Žďár) یک منطقهٔ مسکونی در جمهوری چک است که در ناحیه ییندریخوف هرادتس واقع شده‌است. دولنی ژدار ۶٫۸۳ کیلومتر مربع مساحت و ۱۵۵ نفر جمعیت دارد و ۴۵۳ متر بالاتر از سطح دریا واقع شده‌است.